# Resolució 1180 del Consell de Seguretat de les Nacions Unides
La Resolució 1180 del Consell de Seguretat de les Nacions Unides, adoptada per unanimitat el 29 de juny de 1998 després de reafirmar la resolució 696 (1991) i totes les resolucions posteriors sobre Angola, en particular la 1173 (1998) i 1176, el Consell va ampliar el mandat de la Missió d'Observadors de les Nacions Unides a Angola (MONUA) fins al 15 d'agost de 1998.
El Consell de Seguretat va expressar la seva profunda preocupació davant la situació crítica del procés de pau a Angola a causa de la falta d'aplicació d'UNITA als acords de pau del Protocol de Lusaka i les resolucions pertinents del Consell de Seguretat. També estava preocupat pel deteriorament de la situació de seguretat del país com a conseqüència d'atacs armats per part d'UNITA, la proliferació de mines terrestres i casos de bandidatge. Hi va haver informes de greus abusos per part de la policia nacional angolesa i es va destacar la importància de l'estat de dret.
Després d'ampliar el mandat de MONUA, el Consell també va decidir continuar amb la retirada del seu component militar d'acord amb la Resolució 1164 del Consell de Seguretat de les Nacions Unides (1998). El secretari general Kofi Annan va ser convidat a reconsiderar el desplegament addicional de policia civil i també va rebre instruccions per informar sobre la situació sobre el terreny abans del 7 d'agost de 1998.
La resolució exigia que UNITA deixés d'atacar a MONUA, personal internacional, el Govern d'Unitat i Reconciliació Nacional (GURN), la policia i els civils. Tant el GURN com UNITA haurien de cooperar amb MONUA en la investigació de la desmilitarització d'UNITA i no contractar mines. Durant les consultes informals, el Consell també va retre homenatge a les víctimes d'un accident d'helicòpter que va cobrar la vida del personal de MONUA i del Representant Especial del Secretari General del secretari general per Angola, Alioune Blondin Beye.